# Franz Egon Philipp von Fürstenberg-Herdringen
Franz Egon Philipp von Fürstenberg-Herdringen (* 23. August 1789 in Herdringen; † 25. September 1832 in Ödingen) war Fideikommissherr aus dem westfälischen Adelsgeschlecht Fürstenberg und Politiker.
Fürstenberg-Herdringen, der katholischer Konfession war, heiratete Ferdinandine Freiin von Landsberg-Velen. Der gemeinsame Sohn Franz Egon von Fürstenberg-Herdringen wurde Erbe. Fürstenberg-Herdringen war Majoratsherr auf Gut Herdringen. 1826 bis 1831 war er Abgeordneter auf dem Provinziallandtag der Provinz Westfalen. Er wurde im Stand der Rittergutsbesitzer im Wahlbezirk Herzogtum Westfalen gewählt.